# Back to Black
Back to Black je druhé a zároveň poslední studiové album zpěvačky a textařky Amy Winehouse vydané Island Records v říjnu 2006. Na albu vyšlo celkem pět singlů: „Rehab“, „You Know That I'm No Good“, „Back to Black“, „Tears Dry on Their Own“ a „Love Is a Losing Game“.
Během prvního týdne po vydání alba bylo ve Spojeném království prodáno 70 748 alb. Ke konci roku 2006 za toto album Amy Winehouse získala platinovou desku. V roce 2007 bylo nejprodávanějším na světě, když se ho prodalo 5,5 milionu kopií.

## Skladby
| Pořadí | Název                  | Autor                                            | Producent/i | Délka |
| ------ | ---------------------- | ------------------------------------------------ | ----------- | ----- |
| 1.     | Rehab                  | Amy Winehouse                                    | Mark Ronson | 3:35  |
| 2.     | You Know I'm No Good   | Amy Winehouse                                    | Mark Ronson | 4:17  |
| 3.     | Me & Mr Jones          | Amy Winehouse                                    | Salaam Remi | 2:33  |
| 4.     | Just Friends           | Amy Winehouse                                    | Salaam Remi | 3:13  |
| 5.     | Back to Black          | Amy Winehouse, Mark Ronson                       | Mark Ronson | 4:01  |
| 6.     | Love Is a Losing Game  | Amy Winehouse                                    | Mark Ronson | 2:35  |
| 7.     | Tears Dry on Their Own | Amy Winehouse, Nickolas Ashford, Valerie Simpson | Salaam Remi | 3:06  |
| 8.     | Wake Up Alone          | Amy Winehouse, Paul O'Duffy                      | Mark Ronson | 3:42  |
| 9.     | Some Unholy War        | Amy Winehouse                                    | Salaam Remi | 2:22  |
| 10.    | He Can Only Hold Her   | Amy Winehouse, Richard Poindexter, John Harrison | Salaam Remi | 2:46  |
| 11.    | Addicted               | Amy Winehouse                                    | Mark Ronson | 2:46  |

| Americká edice | Americká edice                                          | Americká edice | Americká edice |
| Pořadí         | Název                                                   | Autor          | Délka          |
| -------------- | ------------------------------------------------------- | -------------- | -------------- |
| 11.            | You Know I'm No Good (Remix featuring Ghostface Killah) | Amy Winehouse  | 3:22           |

| Japonská edice | Japonská edice                                          | Japonská edice             | Japonská edice |
| Pořadí         | Název                                                   | Autor                      | Délka          |
| -------------- | ------------------------------------------------------- | -------------------------- | -------------- |
| 11.            | Addicted                                                | Amy Winehouse              | 2:45           |
| 12.            | Close to the Front                                      | Amy Winehouse              | 4:35           |
| 13.            | Hey Little Rich Girl (featuring Zalon and Ade)          | Terry Hall, Roderick Byers | 3:35           |
| 14.            | Monkey Man                                              | Frederick Hibbert          | 2:56           |
| 15.            | Back to Black (The Rumble Strips Remix)                 | Amy Winehouse, Mark Ronson | 3:48           |
| 16.            | You Know I'm No Good (Remix featuring Ghostface Killah) | Amy Winehouse              | 3:22           |

| Německá limitovaná edice | Německá limitovaná edice                            | Německá limitovaná edice                         | Německá limitovaná edice |
| Pořadí                   | Název                                               | Autor                                            | Délka                    |
| ------------------------ | --------------------------------------------------- | ------------------------------------------------ | ------------------------ |
| 11.                      | Rehab (Live at Kalkscheune/Berlin)                  | Amy Winehouse                                    | 3:37                     |
| 12.                      | Love Is a Losing Game (Live at Kalkscheune/Berlin)  | Amy Winehouse                                    | 2:45                     |
| 13.                      | Tears Dry on Their Own (Live at Kalkscheune/Berlin) | Amy Winehouse, Nickolas Ashford, Valerie Simpson | 3:15                     |
| 14.                      | Take the Box (Live at Kalkscheune/Berlin)           | Amy Winehouse, Luke Smith                        | 3:39                     |
| 15.                      | Valerie (Live at Kalkscheune/Berlin)                | Dave McCabe, The Zutons                          | 4:14                     |

| Deluxe edition bonus track | Deluxe edition bonus track | Deluxe edition bonus track | Deluxe edition bonus track |
| Pořadí                     | Název                      | Autor                      | Délka                      |
| -------------------------- | -------------------------- | -------------------------- | -------------------------- |
| 11.                        | Addicted                   | Amy Winehouse              | 2:45                       |

| Deluxe edition bonus disc | Deluxe edition bonus disc                      | Deluxe edition bonus disc  | Deluxe edition bonus disc |
| Pořadí                    | Název                                          | Autor                      | Délka                     |
| ------------------------- | ---------------------------------------------- | -------------------------- | ------------------------- |
| 1.                        | Valerie                                        | Dave McCabe, The Zutons    | 3:53                      |
| 2.                        | Cupid                                          | Sam Cooke                  | 3:49                      |
| 3.                        | Monkey Man                                     | Frederick Hibbert          | 2:56                      |
| 4.                        | Some Unholy War (Down Tempo)                   | Amy Winehouse              | 3:17                      |
| 5.                        | Hey Little Rich Girl (featuring Zalon and Ade) | Terry Hall, Roderick Byers | 3:35                      |
| 6.                        | You're Wondering Now                           | Clement Dodd               | 2:33                      |
| 7.                        | To Know Him Is to Love Him                     | Phil Spector               | 2:24                      |
| 8.                        | Love Is a Losing Game (Original Demo)          | Amy Winehouse              | 3:43                      |

| Best Buy Exclusive deluxe edition DVD | Best Buy Exclusive deluxe edition DVD | Best Buy Exclusive deluxe edition DVD            | Best Buy Exclusive deluxe edition DVD |
| Pořadí                                | Název                                 | Autor                                            | Délka                                 |
| ------------------------------------- | ------------------------------------- | ------------------------------------------------ | ------------------------------------- |
| 1.                                    | Intro                                 |                                                  |                                       |
| 2.                                    | Back to Black                         | Amy Winehouse                                    |                                       |
| 3.                                    | Rehab                                 | Amy Winehouse, Mark Ronson                       |                                       |
| 4.                                    | You Know I'm No Good                  | Amy Winehouse                                    |                                       |
| 5.                                    | Love Is a Losing Game                 | Amy Winehouse                                    |                                       |
| 6.                                    | Tears Dry on Their Own (Music video)  | Amy Winehouse, Nickolas Ashford, Valerie Simpson |                                       |